# Зууайя
Зууайя (на арабски: الزوية) е независимо племе, едно от големите арабски бедуински племена в Киренайка, Либия.
Зууайя традиционно се занимават със скотовъдство около Аджабия. Те завземат най-богатия оазис в района, Ал-Куфра, през 1840, подчинявайки племената тубу. Зууайя притежават повечето от финиковите плантации в оазиса Куфра, като работниците са предимно от това племе. Заедно с маджабра се присъединяват към ордена на Сенуси в края на 19 век.
Племето взима участие в гражданската война през 2011 на страната на опозицията. Вождът на зууайя шейх Фарадж ал-Зууай дори е заплашил да прекъсне износа на либийски нефт докато режимът на Кадафи не спре „репресиите над протестиращите“.